# یوکی
یوکی (به لاتین: Ucea) یک سکونتگاه مسکونی در رومانی است که در شهرستان براشوو واقع شده‌است.

## خصوصیات
یوکی ۲٬۱۲۶ نفر جمعیت دارد.